# Minha Mãe (2004)
Minha Mãe (Ma mère) é um filme de drama francês de 2004, realizado e escrito por Christophe Honoré, com Isabelle Huppert, Louis Garrel, Emma de Caunes e Joana Preiss nos principais papéis. O argumento é uma adaptação livre do romance homónimo de Georges Bataille, inacabado pelo autor e publicado postumamente.

## Sinopse
Pierre, um adolescente de 17 anos, foi criado pelos avós. Ele tem um amor cego pela mãe, Hélène, e sente a falta do afeto por parte desta. Todavia, Hélène não está disposta a ser amada por aquilo que não é, pelo que decide acabar com o mistério e levá-lo a conhecer o seu mundo — o de uma mulher promíscua e sádica, para quem a imoralidade é um vício. Ele entra nesse mundo, sem quaisquer resistências, pois continua à procura do amor materno absoluto. Por fim, Pierre envolve-se amorosa e incestuosamente com a sua mãe.

## Elenco
- Isabelle Huppert… Hélène, a mãe
- Louis Garrel… Pierre, o filho
- Emma de Caunes… Hansi
- Joana Preiss… Réa
- Jean-Baptiste Montagut… Loulou
- Dominique Reymond… Marthe
- Olivier Rabourdin… Robert
- Philippe Duclos… o pai
- Pascal Tokatlian… Klaus
- Théo Hakola… Ian

## Prémios e nomeações
Prémios do Cinema Europeu de 2004 (Europa)
| Categoria                                            | Resultado |
| ---------------------------------------------------- | --------- |
| Prémio do público de melhor atriz — Isabelle Huppert | Indicado  |

Festival Internacional de Cinema de Gijón de 2004 (Espanha)
| Categoria                                  | Resultado |
| ------------------------------------------ | --------- |
| Grande Prémio das Astúrias de melhor filme | Indicado  |